# Formica sepulta
Formica sepulta es una especie extinta de hormiga del género Formica, familia Formicidae. Fue descrita científicamente por Théobald en 1937.
Habitó en Alemania y Francia. Se cree que vivía en islas lacustres.